# Відношення запасів до видобутку
Відношення запасів до видобутку (RPR або R/P) — це кількість невідновлюваних ресурсів, що залишилася, виражена в часі.

## Загальний опис
Хоча RPR застосовується до всіх природних ресурсів, RPR найчастіше застосовується до викопного палива, зокрема до нафти та природного газу. Запасна частина (чисельник) коефіцієнта — це кількість ресурсу, який, як відомо, існує в певній місцевості та є економічно відновлюваним (підтверджені запаси). Виробнича частина (знаменник) співвідношення — це кількість ресурсу, виробленого за один рік за поточної швидкості.
RPR = (кількість відомого ресурсу) / (кількість, використана на рік)
Цей коефіцієнт використовується компаніями та державними установами для прогнозування майбутньої доступності ресурсу для визначення терміну експлуатації проекту, майбутнього доходу, зайнятості тощо, а також для визначення того, чи потрібно проводити додаткові розвідувальні роботи, щоб забезпечити безперервне постачання ресурсу. Річний видобуток ресурсу зазвичай можна розрахувати з досить точною цифрою. Однак обсяги запасів можна оцінити лише з різним ступенем точності, залежно від наявності інформації та методів, які використовуються для їх оцінки.
Спрощена інтерпретація цього співвідношення призвела до багатьох помилкових прогнозів про неминуче «вичерпання нафти» з перших років нафтової промисловості в 1800-х роках. Особливо це стосується Сполучених Штатів, де з 1920 року відношення доведених запасів до видобутку становило від 8 до 17 років. Багато хто помилково інтерпретував результат як кількість років до вичерпання запасів нафти. Такі аналізи не враховують зростання запасів у майбутньому.

## Співвідношення запасів викопного палива до видобутку

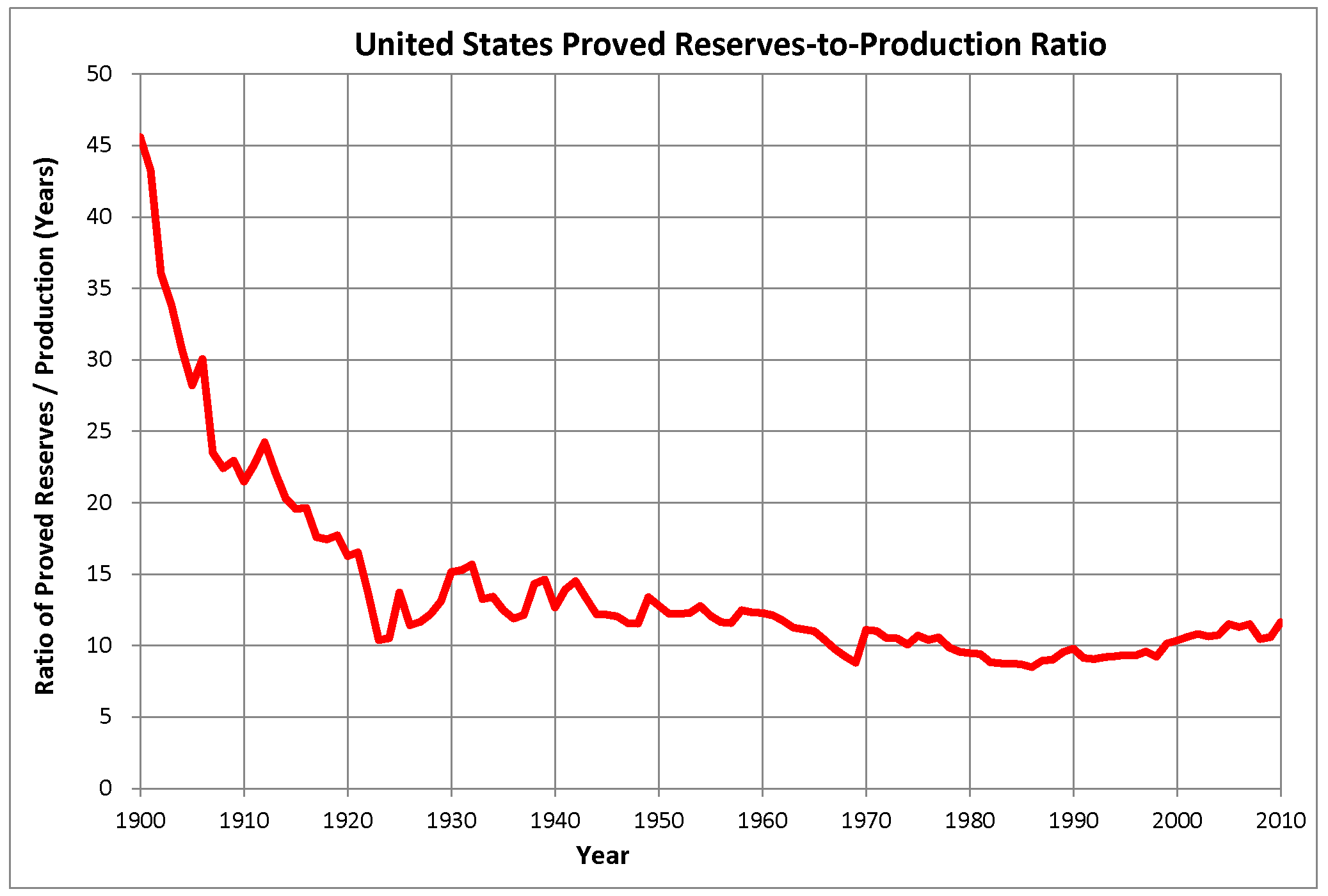
Співвідношення доведених запасів нафти в США до річного видобутку

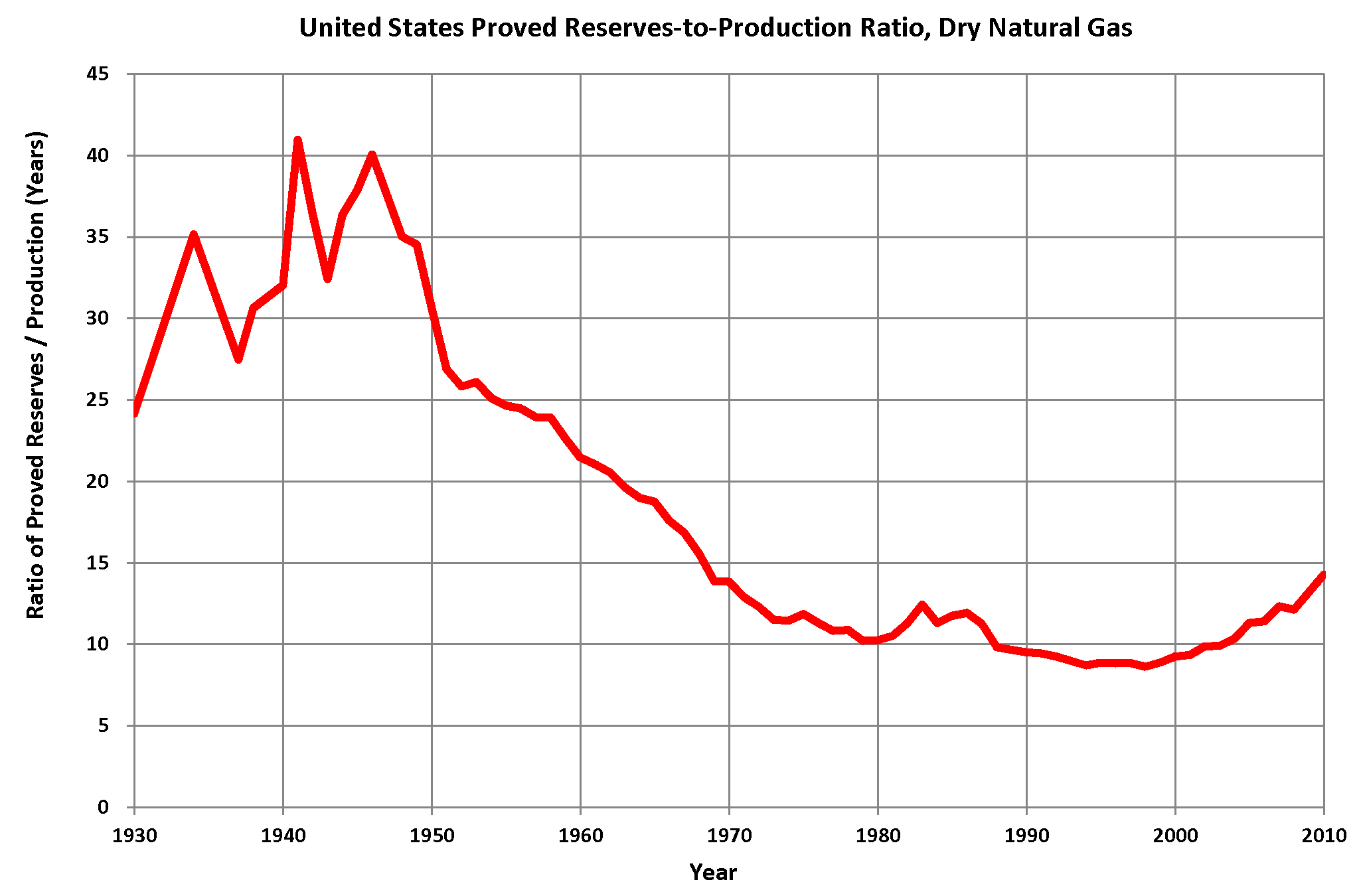
Співвідношення підтверджених запасів і видобутку сухого природного газу в Сполучених Штатах (дані Управління енергетичної інформації США)

Відношення запасів до видобутку можна розрахувати для окремих країн або глобально для конкретних ресурсів. Нафта, вугілля і газ є трьома найважливішими видами палива для сучасного світу. Ці ресурси нерівномірно розподілені по землі, тому деякі країни мають більші запаси, ніж інші. Через невизначеність даних про запаси оцінки RPR сильно відрізняються. Наступна таблиця взята з даних статистичного огляду BP за 2015 рік
| Паливо        | Одиниця вимірювання | Запаси | Річне виробництво | RPR (роки) |
| ------------- | ------------------- | ------ | ----------------- | ---------- |
| Нафта         | мільярди тонн       | 240    | 5                 | 51         |
| Вугілля       | мільярди тонн       | 890    | 8                 | 114        |
| Природний газ | трильйонів м3       | 190    | 4                 | 53         |